# 포욱 (후한)
포욱(중국어 정체자: 鮑昱, 간체자: 鲍昱, 병음: Bào Yù 바오위[*], ?~81년)은 중국 후한의 재상이다. 자는 문연(중국어 정체자: 文淵, 간체자: 文渊, 병음: Wényuān 원위안[*])이다. 

## 생애
병주 상당군 둔류현(屯留縣) 사람이다. 사례교위 포영(鮑永)의 아들이다.
여남태수로 재직하다가 영평 17년(74년) 3월 사도에 임명되었고, 건초 4년(79년) 5월 태위에 임명되었다. 건초 6년(81년) 6월 병진일, 태위 재직 중에 사망하였다. 사망 당시 나이는 70여 세였다.